# Fleury-la-Forêt
Fleury-la-Forêt è un comune francese di 277 abitanti situato nel dipartimento dell'Eure nella regione della Normandia.

## Società

### Evoluzione demografica
Abitanti censiti